# Chiesa evangelica luterana (Trieste)
La chiesa evangelica luterana è un edificio religioso situato a Trieste, appartenente alla comunità evangelica di confessione augustana.
Costruita nel XIX secolo su progetto di Carl Johann Christian Zimmermann in stile neogotico tedesco, la chiesa si trova in largo Odorico Panfili, dietro al palazzo delle Poste, nel Borgo Teresiano.

## Storia

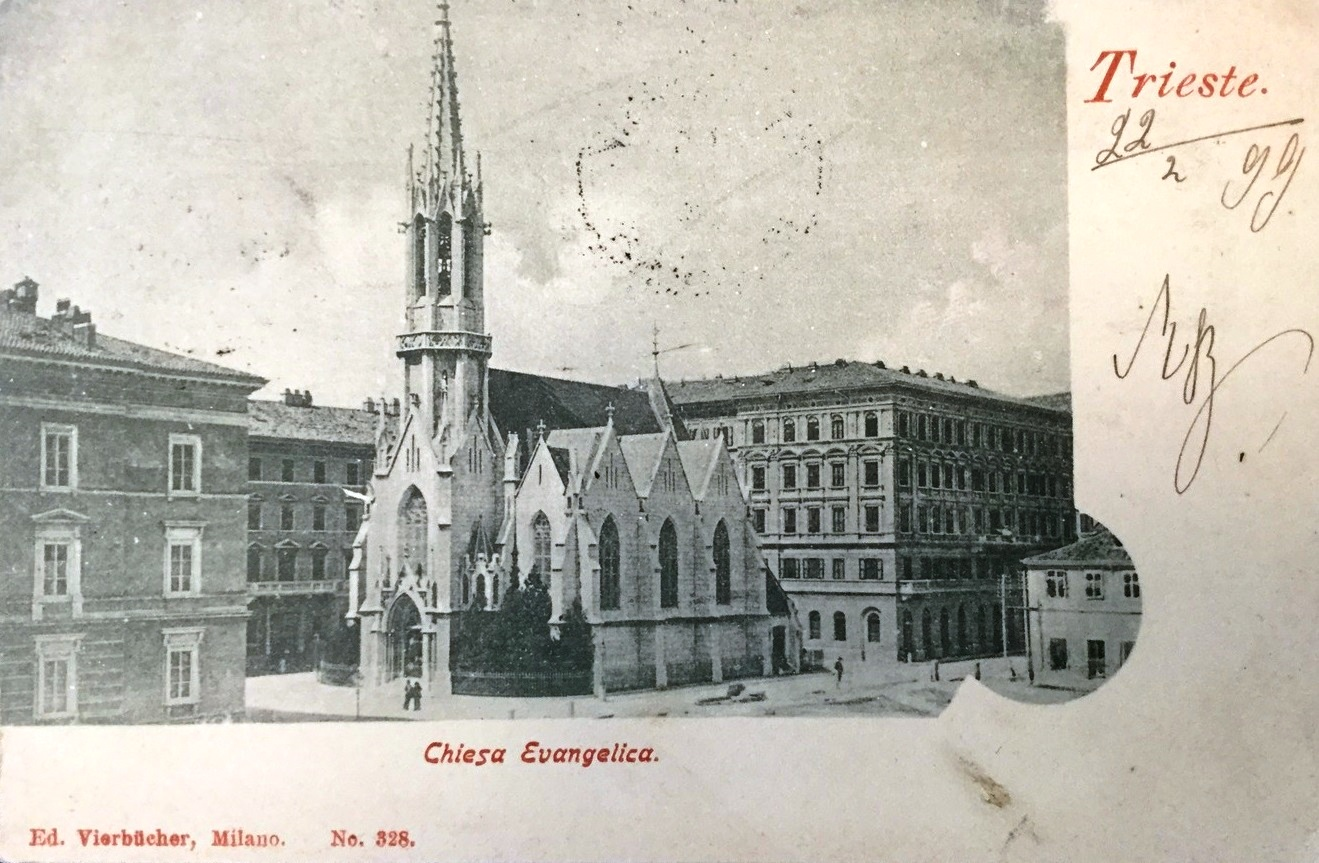
La chiesa all'inizio del XX secolo

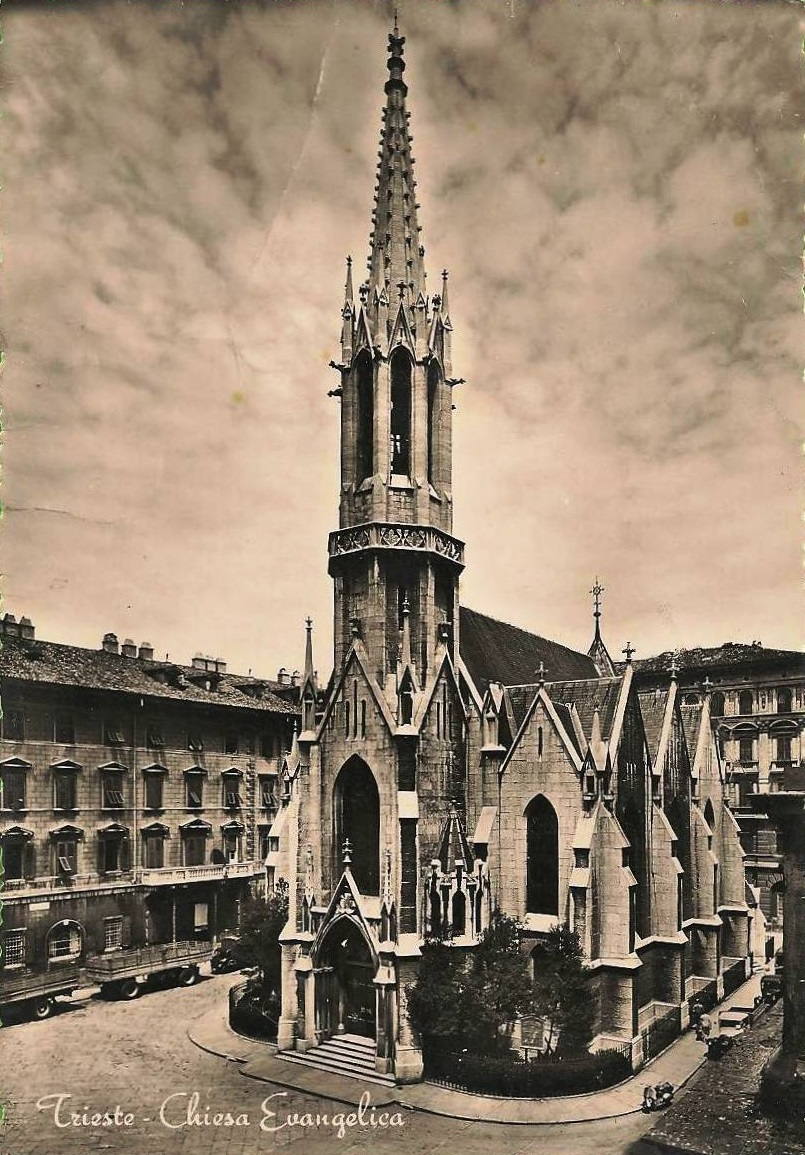
La chiesa negli anni 1960

Dopo che la città di Trieste fu dichiarata porto franco, nel 1717 giunsero le prime cinque famiglie di commercianti luterani, seguite poi da altre. Nel 1852 erano registrati a Trieste 70.846 abitanti, di cui 2.353 appartenenti alle comunità evangeliche, luterani e riformati.
Nel 1754 venne realizzato il primo cimitero evangelico, mentre nel 1778 fu ufficialmente fondata a comunità luterana triestina. A seguito dell'emanazione della patente di tolleranza da parte dell'imperatore Giuseppe II d'Asburgo, la comunità si sviluppò e nel 1786 riuscì ad acquistare all'asta per la somma di 7480 fiorini la chiesa della Beata Vergine del Rosario (ridenominata chiesa della Trinità),, una ex chiesa cattolica di proprietà dello Stato asburgico che, come altre dodici chiese triestine, era stata profanata nel 1785 nel corso delle riforme giuseppine. A seguito dell'ottenimento dell'autorizzazione imperiale ad edificare una proprio edificio di culto per i suoi 1700 fedeli, la comunità luterana rivendette nel 1870 la vecchia chiesa della Trinità all'amministrazione comunale.
La chiesa luterana venne progettata a Breslavia nel 1870 in stile neogotico tedesco dall'ingegnere Carl Johann Christian Zimmermann e costruita sotto la supervisione degli architetti triestini Giovanni Andrea Berlam e Giovanni Scalmanini e l'architetto Brisco di Breslavia. Trattandosi di una zona in cui erano presenti le ex saline, il terreno dovette essere rinforzato piantando oltre 200 pali di rovere lunghi 25 metri. Realizzato in quella che all'epoca si chiamava piazza dei Carradori, l'edificio fu inaugurato il 1º novembre 1874. In seguito, lo slargo venne denominato piazzetta della Chiesa Evangelica, mentre oggi è intitolata alla memoria di Odorico Panfili. Gran parte della piazza venne poi donata dalla comunità luterana per la realizzazione del liceo Dante.

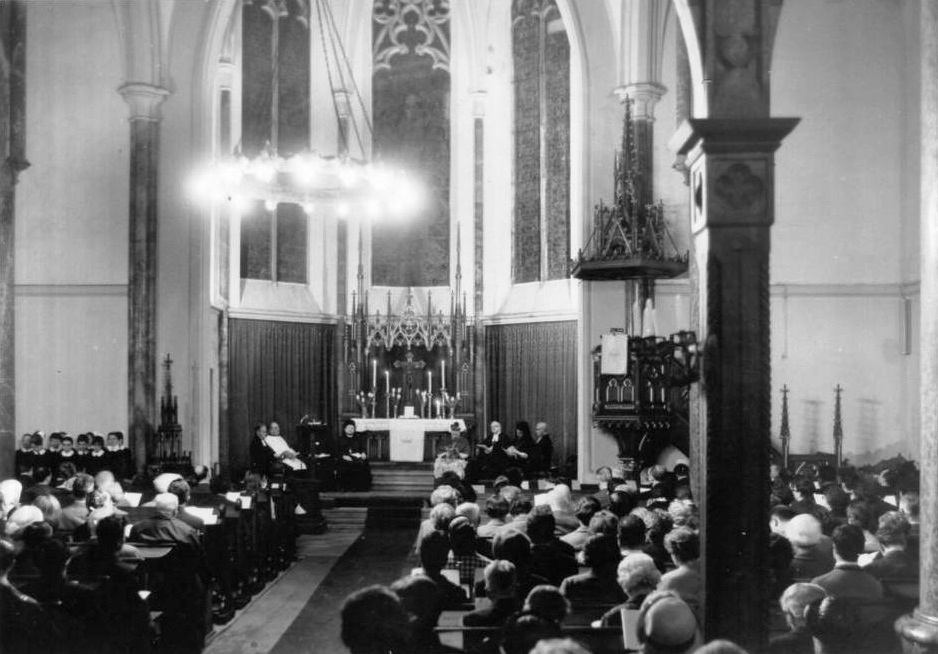
Riunione ecumenica (1969)

Negli anni 1983-1985 la chiesa luterana venne restaurata.
La comunità luterana entrò in declino a seguito dell'unione di Trieste al Regno d'Italia e ancora di più dal secondo dopoguerra, tanto che il sempre minore numero di fedeli portò la comunità triestina ad adottare nel 2000 la lingua italiana come lingua principale e corrente, accanto a quella tedesca ufficiale della confessione augustana. Oltre alla chiesa, la comunità luterana triestina oggi è composta da circa 120 membri ed è proprietaria di un piccolo cimitero, una casa pastorale con un asilo infantile e un palazzo in via San Lazzaro 19, che fu sede della scuola evangelica e ora della sala comunitaria, degli uffici amministrativi e archivio storico della comunità.

## Architettura

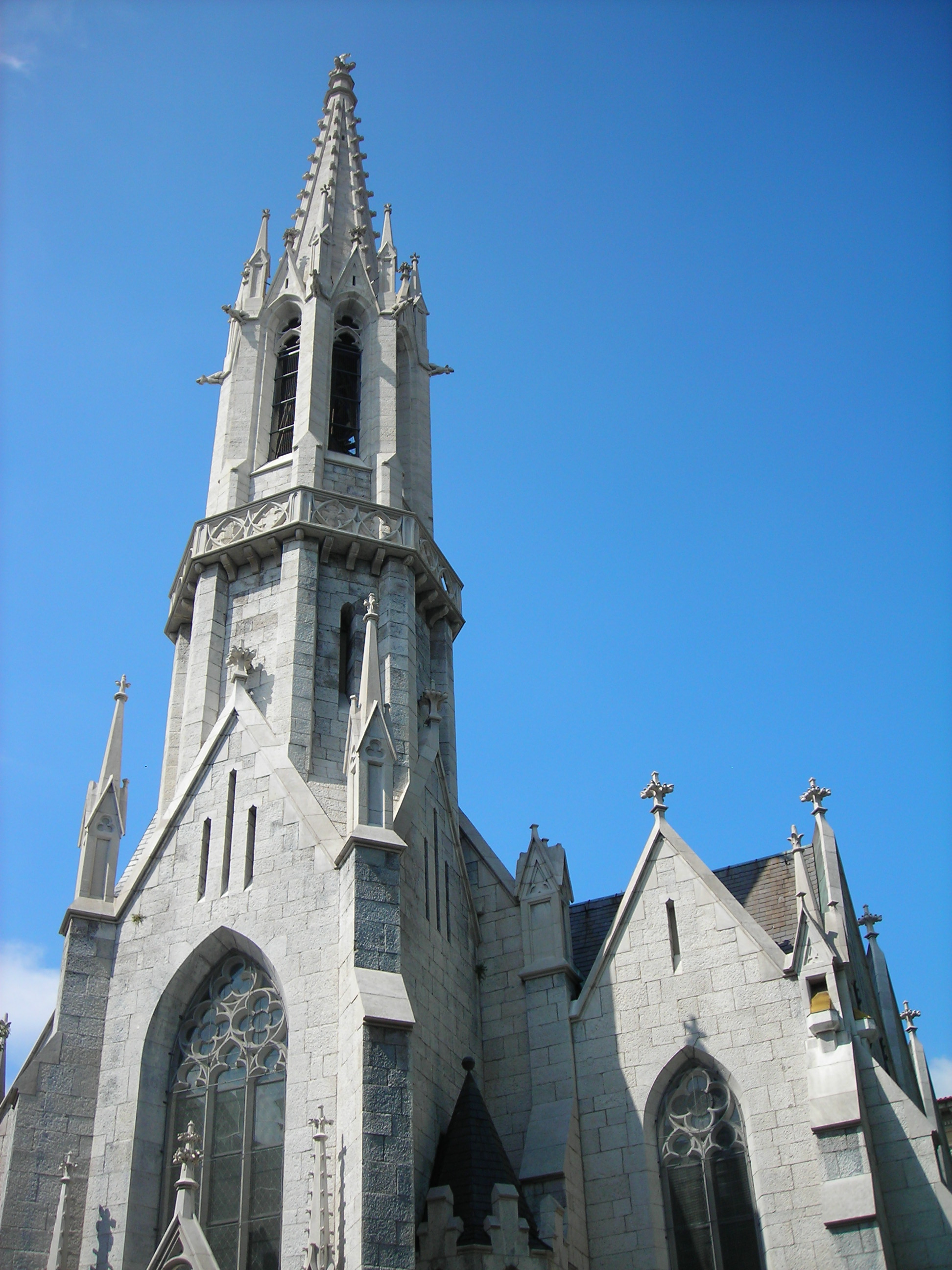
Particolare del campanile

La chiesa neogotica, lunga 35 metri e larga 22 metri, si ispira alla chiesa di San Nicola di Amburgo, realizzata nel 1844 da George Gilbert Scott.
La chiesa è rivestita in pietra d'Istria, mentre i tetti a spiovente sono in lastre di ardesia. Il campanile a punta è alto 50 metri e culmina con guglie fiorite e pinnacoli, con elementi architettonici tipici del neogotico (sculture di animali di fantasia); le campane furono fuse dall'officina Wiener Neustadt con il bronzo dei cannoni francesi catturati dall'esercito prussiano nella battaglia di Sedan e donato dall'imperatore Guglielmo I di Germania.
All'interno della chiesa a tre navate divise da due coppie di colonne, sono presenti un altare maggiore, una fonte battesimale e un leggio tutti provenienti da Breslavia. Sopra al coro, è possibile ammirare una grande vetrata con la riproduzione della rinascimentale Trasfigurazione di Cristo di Raffaello Sanzio, fabbricata dalla vetreria Zettler di Monaco di Baviera e donata nel 1872 dal barone Carlo de Rittmeyer. Inoltre, è possibile osservare due monumenti funebri neoclassici realizzati nel 1823 dal bassanese Antonio Bosa per commemorare il finanziere Giorgio Enrico Trapp e il console danese Johann Heinrich Dumreicher d'Osterreicher, primo presidente della comunità luterana triestina.
L'organo Steinmeyer è stato restaurato nel 1985.